# Наринкол
Наринко́л (каз. Нарынқол) — село, центр Райимбецького району Алматинської області Казахстану. Адміністративний центр Наринкольського сільського округу.
Населення — 6142 особи (2021; 7731 у 2009, 8816 у 1999, 9178 у 1989).